# Hulluch
Hulluch é uma comuna francesa na região administrativa de Altos da França, no departamento de Pas-de-Calais. Estende-se por uma área de 5,74 km². Em 2010 a comuna tinha 3 447 habitantes (densidade: 600,5 hab./km²).